# Salebius octodentatus
Salebius octodentatus là một loài bọ cánh cứng trong họ Cryptophagidae. Loài này được Mäklin miêu tả khoa học năm 1852.